# Ex opere operato
Ex opere operato (lat. für „durch die vollzogene Handlung“) heißt: Etwas wirkt unabhängig von der Einstellung dessen, der es tut, und unabhängig von der Einstellung dessen, an dem und für den es getan wird.
In der katholischen Dogmatik ist der Begriff die Bezeichnung für die objektive Wirkungsweise der Sakramente aufgrund ihres richtigen Vollzugs, unabhängig von der sittlichen Disposition des Spenders. Die Wirksamkeit eines Sakramentes tritt dann ein, wenn der Empfänger dem nicht entgegenwirkt. Diese Sichtweise der katholischen Kirche wird auch von den orthodoxen, orientalischen und anglikanischen Kirchen geteilt.
Die entgegengesetzte Meinung, dass die Wirksamkeit der Sakramente von der Einstellung des Spenders bzw. Empfängers abhängt, wird durch die lateinische Formel ex opere operantis ausgedrückt.

## Text des Konzils zu Trient
In der siebten Sitzung des Trienter Konzils am 3. März 1547 wurde im Can. 8 des Dekretes über die Sakramente festgelegt: „Wer sagt, durch die Sakramente des neuen Bundes werde die Gnade nicht aufgrund der vollzogenen Handlung verliehen, sondern zur Erlangung der Gnade genüge allein der Glaube an die göttliche Verheißung, der sei mit dem Anathema belegt.“

## Das Zweite Vatikanische Konzil
In der Konstitution über die heilige Liturgie legt das Zweite Vatikanische Konzil in Anlehnung an Cyrill von Alexandrien Wert auf die Aussage: „Sie [die Christen] sollen Gott danksagen und die unbefleckte Opfergabe darbringen nicht nur durch die Hände des Priesters, sondern auch gemeinsam mit ihm und dadurch sich selber darbringen lernen. So sollen sie durch Christus, den Mittler, von Tag zu Tag zu immer volleren Einheit mit Gott und untereinander gelangen, damit schließlich Gott alles in allem sei.“

## Katechismus
Das Kompendium des Katechismus der Katholischen Kirche fasst die Sätze 1127–1128 sowie 1131 in Frage 229 zusammen:

„Warum sind die Sakramente wirksam? Die Sakramente wirken ex opere operato („aufgrund der vollzogenen sakramentalen Handlung“) […]“